# Ounda Dabali
Ounḏa Dâbali, auch al-Muzdawidscha, Île Doublé, Rhounda Dabali, Rhounda Dâbali (arabisch الجزيرة المزدوجة (اودا دبالي), dt.: Doppel-Insel) ist eine unbewohnte Insel, der zu Dschibuti gehörenden Inselgruppe der Sawabi-Inseln in der Meerenge Bab al-Mandab zwischen Rotem Meer und Indischem Ozean.

## Geographie
Die Insel liegt etwa 6,5 km vor der Küste der Region Obock. Sie ist die zweitwestlichste der Inselgruppe und liegt ca. 2 km östlich von Al-Hamra. Sie ist rundlich mit einer Landzunge nach Norden und erreicht eine Höhe von 46 Metern (geonames: 14 m) über dem Meer. Sie ist von Riffen umgeben.